# Ивайло Иларионов
Ивайло Иларионов (роден на 6 януари 1973) е бивш български футболист, атакуващ полузащитник и нападател. Юноша на ЦСКА (София). По-голямата част от кариерата му преминава в Австрия и САЩ.

## Кариера
Юноша на ЦСКА, започва да играе именно при армейците като атакуващ полузащитник и нападател като дебютира през март 1993 г. Печели купа на България за сезон 1992/93 с ЦСКА. От лятото на 1995 г. играе под наем в "Чатануга Рейлроудърс" САЩ. През 1996 преминава в "Адмира Вакер" Австрия, а в периода 1997 – 1998 г. играе за "Герасдорф" Австрия. През 1998 г. се връща в САЩ, подписвайки с "Нешвил Метрос". Следващата година играе за "Чарлстон Батери" САЩ, а през 2001 г. подписва с последния му отбор е "Атланта Силвърбекс" САЩ. Играе в Атланта само няколко мача и спира с футбола, за да се завърне пак в същия отбор в периода 2004-2005 г.